# Abertura de expansión
En ingeniería y mecánica de fluidos se denomina abertura de expansión o difusor a la cámara alineada con un tubo o túnel y de diámetro mayor que el conducto que contiene un gas, para permitir una disminución de presión dentro del conducto por la dilatación del fluido.
- Datos: Q5655044